# Монте Порцио
Монте Порцио (итал. Monte Porzio) је насеље у Италији у округу Пезаро и Урбино, региону Марке.
Према процени из 2011. у насељу је живело 1208 становника. Насеље се налази на надморској висини од 100 м.

## Становништво
| 1931. | 1936. | 1951. | 1961. | 1971. | 1981. | 1991. | 2001. | 2011. |
| ----- | ----- | ----- | ----- | ----- | ----- | ----- | ----- | ----- |
| 2.424 | 2.498 | 2.637 | 2.376 | 1.864 | 2.153 | 2.198 | 2.227 | 2.802 |